# Synaphris dalmatensis
Synaphris dalmatensis is een spinnensoort uit de familie Synaphridae. De soort komt voor in Kroatië.